# Asamoah Gyan
Asamoah Gyan (Accra, 22 novembre 1985) è un ex calciatore ghanese, di ruolo attaccante.
È il miglior marcatore della nazionale ghanese, di cui è stato anche capitano.

## Caratteristiche tecniche
Attaccante che ricopre principalmente il ruolo di prima punta, Asamoah è un giocatore rapido e scattante che si dimostra particolarmente pericoloso in contropiede e in campo aperto, possiede un buon feeling col gol grazie alla sua capacità di scegliere i tempi giusti d'inserimento e alla sua precisione sottoporta.

## Carriera

### Club

#### Udinese
Cresciuto calcisticamente nel Liberty Professionals, viene acquistato dall'Udinese nel 2003 debuttando in Serie A il 16 maggio 2004 quando subentra a Pinzi nei minuti finali dell'incontro perso a Parma.. Per la stagione 2004-2005 approda al Modena, con la formula del prestito, dove realizza 7 gol in 27 presenze nel campionato cadetto, laureandosi capocannoniere stagionale del Modena. Nel 2005-2006 rimane in maglia emiliana e in totale segna 8 volte.
Nell'estate del 2006 ritorna ad Udine, dove ha sempre dovuto lottare per il posto da titolare, data la concorrenza di Vincenzo Iaquinta e Antonio Di Natale nel suo primo anno e dello stesso Di Natale e Fabio Quagliarella nel secondo. Oltre alla concorrenza il calciatore ha patito un infortunio capitatogli durante la Coppa d'Africa 2008, che lo ha bloccato nella parte finale della stagione 2007-2008. Ciononostante riesce a collezionare 38 presenze e a segnare 11 reti.
La prima, che coincide anche con il suo primo gol in Serie A, la realizza al Ferraris contro la Sampdoria il 20 settembre 2006 (3-3); poi la punta ghanese va a segno contro Siena (3-0), Torino (3-2), Roma (1-3), Livorno (4-0), Atalanta (2-3, prima doppietta nella massima serie) e Milan (3-2, primo gol contro i rossoneri e primo gol in carriera a San Siro). Conclude quindi la stagione con 8 gol all'attivo. Nella stagione 2007-2008 Gyan non trova dunque molto spazio e realizza solo 3 reti, contro Genoa (2-3), Palermo (1-1) e Lazio (1-0).

#### Rennes
L'11 luglio 2008 l'Udinese lo cede al Rennes per 8 milioni di euro. Il giocatore firma un contratto quadriennale. L'avvio è al di sotto delle attese a causa di un infortunio subito nel novembre 2008, che lo tiene lontano dai campi per 6 settimane. Il 20 dicembre 2008 realizza il primo gol con il Rennes nella partita di Ligue 1 contro il Lorient, ma di lì a poco si infortuna nuovamente. Il suo bilancio stagionale sarà di una rete in 16 partite. Ristabilitosi pienamente nel 2009-2010, ha realizzato 13 gol in 24 partite.

#### Sunderland
Il 31 agosto 2010 passa dal Rennes al Sunderland per 13 milioni di sterline, cifra record per il club inglese. Gyan sceglie il numero 33. Segna il suo primo goal contro il Wigan Athletic l'11 settembre. Segna l'unico goal nella League Cup nella trasferta contro il West Ham United. Segna la sua prima doppietta in Premier League contro lo Stoke City, il 6 novembre. Tre giorni dopo realizza il goal del pareggio contro il Tottenham. Segna poi nella vittoria allo Stamford Bridge per 3-0 contro il Chelsea. Il 1º gennaio realizza il 3-0 nella vittoria contro il Blackburn. Il settimo goal lo realizza ai danni del Newcastle United, ma non basterà ad evitare la sconfitta. Il 12 febbraio realizza un altro goal, sempre ai danni del Tottenham. Il 23 aprile realizza un goal nella vittoria interna per 4-2 contro il Wigan. Finisce la prima stagione con uno score di 10 gol. Nel 2010 è nella lista dei 23 candidati per il Pallone d'oro. Gyan indosserà il numero 3 nella stagione 2011/2012.

#### Al-Ain
Il 10 settembre 2011 passa con la formula del prestito annuale alla squadra araba Al-Ain, ottenendo un ingaggio quattro volte superiore a quello percepito in Inghilterra. Il ghanese contribuisce alla conquista da parte dell'Al Ain della UAE Arabian Gulf League, proclamandosi inoltre capocannoniere con ventidue gol in sole diciotto partite. A fine campionato sigla un contratto di cinque anni con la squadra araba, percependo 6,5 milioni netti a stagione. Con la squadra araba diventa grande protagonista, contribuendo alla vittoria di quattro titoli in altrettanti anni e vincendo per tre stagioni di seguito il titolo di capocannoniere del campionato. In totale, fra campionato e coppe, segna 122 goal in 119 partite.

#### Shanghai SIPG
L'8 luglio 2015 passa ai cinesi dello Shanghai SIPG per 9 milioni di euro. Con la squadra cinese firma un biennale da 16 milioni di euro annui, accordo che gli permette di diventare uno dei calciatori più pagati al mondo. Segna subito al debutto il gol che sancisce la vittoria per 2-1 contro il Tianjin Teda. Conclude la prima stagione con 5 gol in 12 presenze tra campionato, coppa di Lega e AFC Champions League. Nella stagione successiva, segna la prima rete in campionato contro il Liaoling, due minuti dopo l'ingresso in campo. Dopo l'acquisto da parte della squadra di Hulk, Asamoah finisce nella squadra delle riserve. Nel suo periodo con la squadra di Shangai ha giocato 26 partite segnando 8 gol.

#### Al-Ahli
Il 30 giugno 2016 passa in prestito negli Emirati Arabi Uniti all'Al-Ahli Club. Con la squadra araba gioca, tra coppa e campionato, 21 partite, segnando 8 gol. A fine stagione non viene riscattato e fa ritorno allo Shanghai SIPG sua squadra di appartenenza.

#### Kayserispor
Svincolatosi dalla squadra cinese, il 5 luglio 2017 Gyan firma con il Kayserispor per due anni, facendo ritorno in un campionato europeo dopo cinque anni. Il primo gol con la nuova maglia arriva nella sfida di coppa contro il Vanspor, in cui sigla la rete che decide la partita (1-0): l'attaccante segna così la sua duecentesima rete in carriera nelle varie competizioni per club.

#### Northeast United
Il 19 settembre 2019, Gyan si accorda con il NorthEast Utd, squadra della Indian Super League. Tuttavia, dopo aver segnato quattro gol in otto partite con il club indiano, l'attaccante subisce un infortunio che lo estromette per il resto della stagione, per poi risolvere il proprio contratto con la società nel gennaio del 2020.

#### Legon Cities e ritiro
Il 1º novembre 2020, Gyan si unisce al Legon Cities, squadra della massima serie ghanese, ritornando così a giocare nel proprio Paese natale a 17 anni dall'ultima volta.
Il 20 giugno 2023, durante un incontro all'Accra International Conference Centre, Gyan annuncia ufficialmente il suo ritiro dal calcio giocato, all'età di 37 anni.

### Nazionale
Viene convocato per la prima volta dalla Nazionale ghanese a 17 anni e proprio nel match di esordio con la Somalia realizza il suo primo gol. Nel 2004 partecipa ai giochi olimpici di Atene collezionando 3 presenze. Al Campionato del mondo di calcio 2006 in Germania il Ghana raggiunge gli ottavi di finale, dove è eliminato dal Brasile. Titolare in attacco con Amoah per 90 minuti nella gara d'esordio persa contro l'Italia poi Campione del mondo, nella seconda partita del girone segna il gol del vantaggio sulla Repubblica Ceca, primo ghanese a segnare nella storia del Mondiale. Figura tra i 23 convocati del Ghana per il Mondiale 2010 in Sudafrica.
Il 13 giugno, al campionato del mondo 2010, siglando su rigore il gol che è valso la vittoria contro la Serbia, è diventato il primo calciatore ghanese a segnare in due edizioni dei Mondiali. Sempre dagli undici metri arriva il suo secondo centro in Sudafrica, nel successivo match contro l'Australia (1-1). Nell'ottavo di finale contro gli Stati Uniti segna il suo terzo gol al Mondiale, il primo su azione, al terzo minuto del primo tempo supplementare, segnatura che porta il risultato sul 2-1 e consente così alla Nazionale ghanese di accedere ai quarti di finale.
Il 2 luglio 2010 ai quarti contro l'Uruguay Gyan fallisce al 122º minuto di gioco un calcio di rigore decisivo, che, se tramutato in rete, avrebbe portato il Ghana in semifinale. Nella stessa partita, ai rigori, si incarica di tirare il primo rigore della compagine ghanese e segna, ma la sua squadra viene poi sconfitta per 4-2.. Nel 2010 viene eletto dalla BBC miglior calciatore africano dell'anno battendo in finale Didier Drogba e Samuel Eto'o, ma quest'ultimo vincerà il premio istituito dalla CAF battendo Asamoah in finale.
L'8 febbraio 2012 Gyan sbaglia per la seconda volta nella sua carriera un rigore cruciale, questa volta contro lo Zambia nella semifinale della Coppa d'Africa 2012. Il Ghana perderà 1-0. Dopo questo errore, decide di lasciare la maglia delle Black Stars. Ma l'8 settembre 2012 ritorna con la nazionale maggiore in occasione della partita vinta 2-0 contro il Malawi, partita valida per le qualificazioni alla Coppa delle Nazioni Africane 2013. Il 7 giugno 2013 realizza una doppietta nella vittoria esterna contro il Sudan, che lo rende il miglior marcatore della storia del Ghana superando il predecessore Abedi Pelé, fermo a quota 33.
Convocato nel 2014 per il Mondiale in Brasile, va a segno alla seconda partita, conclusasi 2-2, siglando il gol del provvisorio vantaggio del Ghana contro la Germania.
Il 21 maggio 2019, a seguito della decisione presa dal CT del Ghana di revocargli la fascia, annuncia il suo ritiro immediato dalla Nazionale, salvo poi cambiare idea pare su invito del Presidente del Ghana Nana Akufo-Addo. Dopo aver collezionato tre presenze nel corso dello stesso anno, nel 2022 annuncia a sorpresa l'intenzione di voler partecipare al mondiale dello stesso anno. Tuttavia non viene convocato, lasciando quindi la nazionale con 51 reti in 109 presenze, l'ultima delle quali l'8 luglio 2019, il che lo rendono il miglior marcatore della sua selezione.

## Statistiche

### Presenze e reti nei club
Tra club e Nazionale maggiore, Asamoah Gyan ha giocato globalmente 533 partite segnando 272 gol, alla media di 0,51 reti a partita.
Statistiche aggiornate al 4 novembre 2021.
| Stagione             | Squadra               | Campionato           | Campionato | Campionato | Coppe nazionali | Coppe nazionali | Coppe nazionali | Coppe internazionali | Coppe internazionali | Coppe internazionali | Altre coppe | Altre coppe | Altre coppe | Totale | Totale |
| Stagione             | Squadra               | Comp                 | Pres       | Reti       | Comp            | Pres            | Reti            | Comp                 | Pres                 | Reti                 | Comp        | Pres        | Reti        | Pres   | Reti   |
| -------------------- | --------------------- | -------------------- | ---------- | ---------- | --------------- | --------------- | --------------- | -------------------- | -------------------- | -------------------- | ----------- | ----------- | ----------- | ------ | ------ |
| 2003                 | Liberty Professionals | GPL                  | 16         | 10         | -               | -               | -               | -                    | -                    | -                    | -           | -           | -           | 16     | 10     |
| 2003-2004            | Udinese               | A                    | 1          | 0          | CI              | -               | -               | -                    | -                    | -                    | -           | -           | -           | 1      | 0      |
| 2004-2005            | Modena                | B                    | 28         | 7          | CI              | 0               | 0               | -                    | -                    | -                    | -           | -           | -           | 28     | 7      |
| 2005-2006            | Modena                | B                    | 25         | 8          | CI              | 1               | 0               | -                    | -                    | -                    | -           | -           | -           | 26     | 8      |
| Totale Modena        | Totale Modena         | Totale Modena        | 53         | 15         |                 | 1               | 0               |                      |                      |                      |             |             |             | 54     | 15     |
| 2006-2007            | Udinese               | A                    | 25         | 8          | CI              | 1               | 0               | -                    | -                    | -                    | -           | -           | -           | 26     | 8      |
| 2007-2008            | Udinese               | A                    | 13         | 3          | CI              | 0               | 0               | -                    | -                    | -                    | -           | -           | -           | 13     | 3      |
| Totale Udinese       | Totale Udinese        | Totale Udinese       | 39         | 11         |                 | 1               | 0               |                      |                      |                      |             |             |             | 40     | 11     |
| 2008-2009            | Rennes                | L1                   | 16         | 1          | CF+CdL          | 2+1             | 0+0             | CU                   | 1                    | 0                    |             | -           | -           | 20     | 1      |
| 2009-2010            | Rennes                | L1                   | 29         | 13         | CF+CdL          | 1+0             | 0+0             | -                    | -                    | -                    |             | -           | -           | 30     | 13     |
| 2010-2011            | Rennes                | L1                   | 3          | 0          | CF+CdL          | -               | -               | -                    | -                    | -                    |             | -           | -           | 3      | 0      |
| Totale Rennes        | Totale Rennes         | Totale Rennes        | 48         | 14         |                 | 4               | 0               |                      | 1                    | 0                    |             | -           | -           | 53     | 14     |
| 2010-2011            | Sunderland            | PL                   | 31         | 10         | FAcup+CdL       | 1+1             | 0+1             | -                    | -                    | -                    | -           | -           | -           | 33     | 11     |
| ago.-sett. 2011      | Sunderland            | PL                   | 3          | 0          | FAcup+CdL       | 0+1             | 0               | -                    | -                    | -                    | -           | -           | -           | 4      | 0      |
| Totale Sunderland    | Totale Sunderland     | Totale Sunderland    | 34         | 10         |                 | 3               | 1               |                      |                      |                      |             |             |             | 37     | 11     |
| 2011-2012            | Al-Ain                | PL                   | 18         | 22         | CEA+EEC         | 1+5             | 2+3             | -                    | -                    | -                    | -           | -           | -           | 24     | 27     |
| 2012-2013            | Al-Ain                | PL                   | 22         | 31         | CEA+EEC         | 2+0             | 0+0             | ACL                  | 4                    | 1                    | SCE         | 1           | 0           | 29     | 32     |
| 2013-2014            | Al-Ain                | PL                   | 26         | 29         | CEA+EEC         | 4+2             | 6+0             | ACL                  | 12                   | 12                   | SCE         | 1           | 0           | 45     | 47     |
| 2014-2015            | Al-Ain                | PL                   | 17         | 13         | CEA+EEC         | 2+0             | 4+0             | ACL                  | 6                    | 5                    | SCE         | 1           | 0           | 26     | 22     |
| Totale Al-Ain        | Totale Al-Ain         | Totale Al-Ain        | 83         | 95         |                 | 16              | 15              |                      | 22                   | 18                   |             | 3           | 0           | 124    | 128    |
| 2015                 | Shanghai SIPG         | CSL                  | 10         | 4          | CdC             | 1               | 1               | -                    | -                    | -                    | -           | -           | -           | 11     | 5      |
| 2016                 | Shanghai SIPG         | CSL                  | 10         | 3          | CdC             | 1               | 0               | ACL                  | 4                    | 0                    | -           | -           | -           | 15     | 3      |
| Totale Shanghai SIPG | Totale Shanghai SIPG  | Totale Shanghai SIPG | 20         | 7          |                 | 2               | 1               |                      | 4                    | 0                    |             | -           | -           | 26     | 8      |
| 2016-2017            | Al Ahli               | PL                   | 14         | 6          | CEA+EEC         | 1+3             | 0+3             | ACL                  | 7                    | 2                    | SCE         | 1           | 0           | 26     | 11     |
| 2017-2018            | Kayserispor           | SL                   | 12         | 1          | TK              | 5               | 3               | -                    | -                    | -                    | -           | -           | -           | 17     | 4      |
| 2018-2019            | Kayserispor           | SL                   | 14         | 4          | TK              | 3               | 1               | -                    | -                    | -                    | -           | -           | -           | 17     | 5      |
| Totale Kayserispor   | Totale Kayserispor    | Totale Kayserispor   | 26         | 5          |                 | 8               | 4               |                      | 0                    | 0                    |             | -           | -           | 34     | 9      |
| 2019-gen.2020        | NorthEast United      | ISL                  | 8          | 4          | SC              | -               | -               |                      | -                    | -                    |             | -           | -           | 8      | 4      |
| 2020-2021            | Legon Cities          | GPL                  | 6          | 0          | G-FA            | 0               | 0               | -                    | -                    | -                    | -           | -           | -           | 6      | 0      |
| Totale carriera      | Totale carriera       | Totale carriera      | 347        | 177        |                 | 39              | 24              |                      | 34                   | 20                   |             | 4           | 0           | 424    | 221    |

### Cronologia presenze e reti in Nazionale
| Cronologia completa delle presenze e delle reti in nazionale ― Ghana | Cronologia completa delle presenze e delle reti in nazionale ― Ghana | Cronologia completa delle presenze e delle reti in nazionale ― Ghana | Cronologia completa delle presenze e delle reti in nazionale ― Ghana | Cronologia completa delle presenze e delle reti in nazionale ― Ghana | Cronologia completa delle presenze e delle reti in nazionale ― Ghana | Cronologia completa delle presenze e delle reti in nazionale ― Ghana | Cronologia completa delle presenze e delle reti in nazionale ― Ghana |
| Data                                                                 | Città                                                                | In casa                                                              | Risultato                                                            | Ospiti                                                               | Competizione                                                         | Reti                                                                 | Note                                                                 |
| -------------------------------------------------------------------- | -------------------------------------------------------------------- | -------------------------------------------------------------------- | -------------------------------------------------------------------- | -------------------------------------------------------------------- | -------------------------------------------------------------------- | -------------------------------------------------------------------- | -------------------------------------------------------------------- |
| 16-11-2003                                                           | Accra                                                                | Somalia                                                              | 0 – 5                                                                | Ghana                                                                | Qual. Mondiali 2006                                                  | 1                                                                    | 77’                                                                  |
| 19-11-2003                                                           | Kumasi                                                               | Ghana                                                                | 2 – 0                                                                | Somalia                                                              | Qual. Mondiali 2006                                                  | -                                                                    | 62’                                                                  |
| 25-6-2004                                                            | Maputo                                                               | Mozambico                                                            | 0 – 1                                                                | Ghana                                                                | Amichevole                                                           | 1                                                                    | 46’                                                                  |
| 3-7-2004                                                             | Kampala                                                              | Uganda                                                               | 1 – 1                                                                | Ghana                                                                | Qual. Mondiali 2006                                                  | 1                                                                    | 55’                                                                  |
| 5-9-2004                                                             | Kumasi                                                               | Ghana                                                                | 2 – 0                                                                | Capo Verde                                                           | Qual. Mondiali 2006                                                  | -                                                                    |                                                                      |
| 23-3-2005                                                            | Nairobi                                                              | Kenya                                                                | 2 – 2                                                                | Ghana                                                                | Amichevole                                                           | 1                                                                    | 30’                                                                  |
| 27-3-2005                                                            | Kinshasa                                                             | RD del Congo                                                         | 1 – 1                                                                | Ghana                                                                | Qual. Mondiali 2006                                                  | 1                                                                    |                                                                      |
| 5-6-2005                                                             | Kumasi                                                               | Ghana                                                                | 2 – 1                                                                | Burkina Faso                                                         | Qual. Mondiali 2006                                                  | -                                                                    | 54’                                                                  |
| 8-10-2005                                                            | Praia                                                                | Capo Verde                                                           | 0 – 4                                                                | Ghana                                                                | Qual. Mondiali 2006                                                  | 1                                                                    | 64’                                                                  |
| 14-11-2005                                                           | Riyadh                                                               | Arabia Saudita                                                       | 1 – 3                                                                | Ghana                                                                | Amichevole                                                           | 2                                                                    |                                                                      |
| 26-5-2006                                                            | Bochum                                                               | Turchia                                                              | 1 – 1                                                                | Ghana                                                                | Amichevole                                                           | -                                                                    | 64’                                                                  |
| 29-5-2006                                                            | Leicester                                                            | Giamaica                                                             | 1 – 4                                                                | Ghana                                                                | Amichevole                                                           | -                                                                    |                                                                      |
| 4-6-2006                                                             | Edimburgo                                                            | Ghana                                                                | 3 – 1                                                                | Corea del Sud                                                        | Amichevole                                                           | 1                                                                    |                                                                      |
| 12-6-2006                                                            | Hannover                                                             | Italia                                                               | 2 – 0                                                                | Ghana                                                                | Mondiali 2006 - 1º turno                                             | -                                                                    | 65’ 89’                                                              |
| 17-6-2006                                                            | Colonia                                                              | Rep. Ceca                                                            | 0 – 2                                                                | Ghana                                                                | Mondiali 2006 - 1º turno                                             | 1                                                                    | 66’ 85’                                                              |
| 27-6-2006                                                            | Dortmund                                                             | Brasile                                                              | 3 – 0                                                                | Ghana                                                                | Mondiali 2006 - Ottavi di finale                                     | -                                                                    | 48’, 81’                                                             |
| 4-10-2006                                                            | Yokohama                                                             | Giappone                                                             | 0 – 1                                                                | Ghana                                                                | Amichevole                                                           | -                                                                    | 68’                                                                  |
| 8-10-2006                                                            | Seul                                                                 | Corea del Sud                                                        | 1 – 3                                                                | Ghana                                                                | Amichevole                                                           | 2                                                                    | 88’                                                                  |
| 14-11-2006                                                           | Londra                                                               | Australia                                                            | 1 – 1                                                                | Ghana                                                                | Amichevole                                                           | -                                                                    | 71’                                                                  |
| 6-2-2007                                                             | Brentford                                                            | Nigeria                                                              | 1 – 4                                                                | Ghana                                                                | Amichevole                                                           | -                                                                    |                                                                      |
| 24-3-2007                                                            | Graz                                                                 | Australia                                                            | 1 – 1                                                                | Ghana                                                                | Amichevole                                                           | -                                                                    | 46’                                                                  |
| 27-3-2007                                                            | Solna                                                                | Brasile                                                              | 1 – 0                                                                | Ghana                                                                | Amichevole                                                           | -                                                                    | 11’                                                                  |
| 21-8-2007                                                            | Londra                                                               | Ghana                                                                | 1 – 1                                                                | Senegal                                                              | Amichevole                                                           | 1                                                                    |                                                                      |
| 20-1-2008                                                            | Accra                                                                | Ghana                                                                | 2 – 1                                                                | Guinea                                                               | Coppa d'Africa 2008 - 1º turno                                       | 1                                                                    | 84’                                                                  |
| 24-1-2008                                                            | Accra                                                                | Ghana                                                                | 1 – 0                                                                | Namibia                                                              | Coppa d'Africa 2008 - 1º turno                                       | -                                                                    | 64’                                                                  |
| 28-1-2008                                                            | Accra                                                                | Ghana                                                                | 2 – 0                                                                | Marocco                                                              | Coppa d'Africa 2008 - 1º turno                                       | -                                                                    | 89’                                                                  |
| 3-2-2008                                                             | Accra                                                                | Ghana                                                                | 2 – 1                                                                | Nigeria                                                              | Coppa d'Africa 2008 - Quarti di finale                               | -                                                                    | 48’ 62’                                                              |
| 29-3-2009                                                            | Kumasi                                                               | Ghana                                                                | 1 – 0                                                                | Benin                                                                | Qual. Mondiali 2010                                                  | -                                                                    | 74’                                                                  |
| 6-9-2009                                                             | Accra                                                                | Ghana                                                                | 2 – 0                                                                | Sudan                                                                | Qual. Mondiali 2010                                                  | -                                                                    | 86’                                                                  |
| 9-9-2009                                                             | Utrecht                                                              | Giappone                                                             | 4 – 3                                                                | Ghana                                                                | Amichevole                                                           | 2                                                                    |                                                                      |
| 11-10-2009                                                           | Cotonou                                                              | Benin                                                                | 1 – 0                                                                | Ghana                                                                | Qual. Mondiali 2010                                                  | -                                                                    | 86’                                                                  |
| 15-11-2009                                                           | Cotonou                                                              | Ghana                                                                | 2 – 2                                                                | Mali                                                                 | Qual. Mondiali 2010                                                  | -                                                                    |                                                                      |
| 15-1-2010                                                            | Cabinda                                                              | Costa d'Avorio                                                       | 3 – 1                                                                | Ghana                                                                | Coppa d'Africa 2010 - 1º turno                                       | 1                                                                    | 62’                                                                  |
| 19-1-2010                                                            | Luanda                                                               | Burkina Faso                                                         | 0 – 1                                                                | Ghana                                                                | Coppa d'Africa 2010 - 1º turno                                       | -                                                                    | 87’                                                                  |
| 24-1-2010                                                            | Luanda                                                               | Angola                                                               | 0 – 1                                                                | Ghana                                                                | Coppa d'Africa 2010 - Quarti di finale                               | 1                                                                    | 62’                                                                  |
| 28-1-2010                                                            | Luanda                                                               | Ghana                                                                | 1 – 0                                                                | Nigeria                                                              | Coppa d'Africa 2010 - Semifinale                                     | 1                                                                    | 84’                                                                  |
| 31-1-2010                                                            | Luanda                                                               | Ghana                                                                | 0 – 1                                                                | Egitto                                                               | Coppa d'Africa 2010 - Finale                                         | -                                                                    | 87’                                                                  |
| 3-3-2010                                                             | Sarajevo                                                             | Bosnia ed Erzegovina                                                 | 2 – 1                                                                | Ghana                                                                | Amichevole                                                           | -                                                                    | 46’ 89’                                                              |
| 1-6-2010                                                             | Rotterdam                                                            | Paesi Bassi                                                          | 4 – 1                                                                | Ghana                                                                | Amichevole                                                           | 1                                                                    | 46’ 76’                                                              |
| 5-6-2010                                                             | Milton Keynes                                                        | Ghana                                                                | 1 – 0                                                                | Lettonia                                                             | Amichevole                                                           | -                                                                    | 46’                                                                  |
| 13-6-2010                                                            | Pretoria                                                             | Serbia                                                               | 0 – 1                                                                | Ghana                                                                | Mondiali 2010 - 1º turno                                             | 1                                                                    | 90+3’                                                                |
| 19-6-2010                                                            | Rustenburg                                                           | Ghana                                                                | 1 – 1                                                                | Australia                                                            | Mondiali 2010 - 1º turno                                             | 1                                                                    |                                                                      |
| 23-6-2010                                                            | Johannesburg                                                         | Ghana                                                                | 0 – 1                                                                | Germania                                                             | Mondiali 2010 - 1º turno                                             | -                                                                    | 82’                                                                  |
| 26-6-2010                                                            | Rustenburg                                                           | Stati Uniti                                                          | 1 – 2 dts                                                            | Ghana                                                                | Mondiali 2010 - Ottavi di finale                                     | 1                                                                    |                                                                      |
| 2-7-2010                                                             | Johannesburg                                                         | Uruguay                                                              | 1 – 1 dts (4 – 2 dtr)                                                | Ghana                                                                | Mondiali 2010 - Quarti di finale                                     | -                                                                    |                                                                      |
| 11-8-2010                                                            | Johannesburg                                                         | Sudafrica                                                            | 1 – 0                                                                | Ghana                                                                | Amichevole                                                           | -                                                                    | 71’                                                                  |
| 5-9-2010                                                             | Lobamba                                                              | eSwatini                                                             | 0 – 3                                                                | Ghana                                                                | Qual. Coppa d'Africa 2012                                            | -                                                                    | 85’                                                                  |
| 10-10-2010                                                           | Accra                                                                | Ghana                                                                | 0 – 0                                                                | Sudan                                                                | Qual. Coppa d'Africa 2012                                            | -                                                                    | 80’                                                                  |
| 17-11-2010                                                           | Dubai                                                                | Arabia Saudita                                                       | 0 – 0                                                                | Ghana                                                                | Amichevole                                                           | -                                                                    |                                                                      |
| 29-3-2011                                                            | Londra                                                               | Inghilterra                                                          | 1 – 1                                                                | Ghana                                                                | Amichevole                                                           | 1                                                                    |                                                                      |
| 7-6-2011                                                             | Jeonju                                                               | Corea del Sud                                                        | 2 – 1                                                                | Ghana                                                                | Amichevole                                                           | 1                                                                    |                                                                      |
| 2-9-2011                                                             | Accra                                                                | Ghana                                                                | 2 – 0                                                                | eSwatini                                                             | Qual. Coppa d'Africa 2012                                            | 1                                                                    | 41’                                                                  |
| 8-10-2011                                                            | Khartum                                                              | Sudan                                                                | 0 – 2                                                                | Ghana                                                                | Qual. Coppa d'Africa 2012                                            | 1                                                                    |                                                                      |
| 11-10-2011                                                           | Watford                                                              | Ghana                                                                | 0 – 0                                                                | Nigeria                                                              | Amichevole                                                           | -                                                                    | 46’                                                                  |
| 24-1-2012                                                            | Franceville                                                          | Ghana                                                                | 1 – 0                                                                | Botswana                                                             | Coppa d'Africa 2012 - 1º turno                                       | -                                                                    |                                                                      |
| 28-1-2012                                                            | Franceville                                                          | Ghana                                                                | 2 – 0                                                                | Mali                                                                 | Coppa d'Africa 2012 - 1º turno                                       | 1                                                                    |                                                                      |
| 1-2-2012                                                             | Franceville                                                          | Ghana                                                                | 1 – 1                                                                | Guinea                                                               | Coppa d'Africa 2012 - 1º turno                                       | -                                                                    | 75’                                                                  |
| 5-2-2012                                                             | Franceville                                                          | Ghana                                                                | 2 – 1 dts                                                            | Tunisia                                                              | Coppa d'Africa 2012 - Quarti di finale                               | -                                                                    | 100’                                                                 |
| 8-2-2012                                                             | Bata                                                                 | Zambia                                                               | 1 – 0                                                                | Ghana                                                                | Coppa d'Africa 2012 - Semifinale                                     | -                                                                    | 74’                                                                  |
| 8-9-2012                                                             | Kumasi                                                               | Ghana                                                                | 2 – 0                                                                | Malawi                                                               | Qual. Coppa d'Africa 2013                                            | -                                                                    | 84’                                                                  |
| 11-9-2012                                                            | Monrovia                                                             | Liberia                                                              | 2 – 0                                                                | Ghana                                                                | Amichevole                                                           | -                                                                    | 75’                                                                  |
| 13-10-2012                                                           | Blantyre                                                             | Malawi                                                               | 0 – 1                                                                | Ghana                                                                | Qual. Coppa d'Africa 2013                                            | -                                                                    |                                                                      |
| 10-1-2013                                                            | Abu Dhabi                                                            | Ghana                                                                | 3 – 0                                                                | Egitto                                                               | Amichevole                                                           | 1                                                                    | 75’                                                                  |
| 13-1-2013                                                            | Abu Dhabi                                                            | Ghana                                                                | 4 – 2                                                                | Tunisia                                                              | Amichevole                                                           | 1                                                                    | 60’                                                                  |
| 20-1-2013                                                            | Port Elizabeth                                                       | Ghana                                                                | 2 – 2                                                                | RD del Congo                                                         | Coppa d'Africa 2013 - 1º turno                                       | -                                                                    |                                                                      |
| 24-1-2013                                                            | Port Elizabeth                                                       | Ghana                                                                | 1 – 0                                                                | Mali                                                                 | Coppa d'Africa 2013 - 1º turno                                       | -                                                                    |                                                                      |
| 28-1-2013                                                            | Port Elizabeth                                                       | Niger                                                                | 0 – 3                                                                | Ghana                                                                | Coppa d'Africa 2013 - 1º turno                                       | 1                                                                    | 78’                                                                  |
| 2-2-2013                                                             | Port Elizabeth                                                       | Ghana                                                                | 2 – 0                                                                | Capo Verde                                                           | Coppa d'Africa 2013 - Quarti di finale                               | -                                                                    |                                                                      |
| 6-2-2013                                                             | Nelspruit                                                            | Burkina Faso                                                         | 1 – 1 dts (3 – 2 dtr)                                                | Ghana                                                                | Coppa d'Africa 2013 - Semifinale                                     | -                                                                    |                                                                      |
| 9-2-2013                                                             | Port Elizabeth                                                       | Mali                                                                 | 3 – 1                                                                | Ghana                                                                | Coppa d'Africa 2013 - Finale 3º posto                                | -                                                                    | 75’                                                                  |
| 24-3-2013                                                            | Kumasi                                                               | Ghana                                                                | 4 – 0                                                                | Sudan                                                                | Qual. Mondiali 2014                                                  | 1                                                                    | 52’                                                                  |
| 7-6-2013                                                             | Khartum                                                              | Sudan                                                                | 1 – 3                                                                | Ghana                                                                | Qual. Mondiali 2014                                                  | 2                                                                    | 11’                                                                  |
| 16-6-2013                                                            | Maseru                                                               | Lesotho                                                              | 0 – 2                                                                | Ghana                                                                | Qual. Mondiali 2014                                                  | 1                                                                    |                                                                      |
| 14-8-2013                                                            | Istanbul                                                             | Turchia                                                              | 2 – 2                                                                | Ghana                                                                | Amichevole                                                           | 2                                                                    | 46’                                                                  |
| 6-9-2013                                                             | Kumasi                                                               | Ghana                                                                | 2 – 1                                                                | Zambia                                                               | Qual. Mondiali 2014                                                  | -                                                                    | 80’                                                                  |
| 15-10-2013                                                           | Kumasi                                                               | Ghana                                                                | 6 – 1                                                                | Egitto                                                               | Qual. Mondiali 2014                                                  | 2                                                                    | 79’                                                                  |
| 19-11-2013                                                           | Il Cairo                                                             | Egitto                                                               | 2 – 1                                                                | Ghana                                                                | Qual. Mondiali 2014                                                  | -                                                                    |                                                                      |
| 5-3-2014                                                             | Podgorica                                                            | Montenegro                                                           | 1 – 0                                                                | Ghana                                                                | Amichevole                                                           | -                                                                    | 76’                                                                  |
| 9-6-2014                                                             | Miami                                                                | Ghana                                                                | 4 – 0                                                                | Corea del Sud                                                        | Amichevole                                                           | 1                                                                    | 64’                                                                  |
| 16-6-2014                                                            | Natal                                                                | Ghana                                                                | 1 – 2                                                                | Stati Uniti                                                          | Mondiali 2014 - 1º turno                                             | -                                                                    |                                                                      |
| 21-6-2014                                                            | Fortaleza                                                            | Germania                                                             | 2 – 2                                                                | Ghana                                                                | Mondiali 2014 - 1º turno                                             | 1                                                                    |                                                                      |
| 26-6-2014                                                            | Brasilia                                                             | Portogallo                                                           | 2 – 1                                                                | Ghana                                                                | Mondiali 2014 - 1º turno                                             | 1                                                                    |                                                                      |
| 6-9-2014                                                             | Kumasi                                                               | Ghana                                                                | 1 – 1                                                                | Uganda                                                               | Qual. Coppa d'Africa 2015                                            | -                                                                    |                                                                      |
| 10-9-2014                                                            | Lomé                                                                 | Togo                                                                 | 2 – 3                                                                | Ghana                                                                | Qual. Coppa d'Africa 2015                                            | 1                                                                    |                                                                      |
| 11-10-2014                                                           | Casablanca                                                           | Guinea                                                               | 1 – 1                                                                | Ghana                                                                | Qual. Coppa d'Africa 2015                                            | 1                                                                    |                                                                      |
| 15-10-2014                                                           | Tamale                                                               | Ghana                                                                | 3 – 1                                                                | Guinea                                                               | Qual. Coppa d'Africa 2015                                            | 1                                                                    |                                                                      |
| 23-1-2015                                                            | Mongomo                                                              | Ghana                                                                | 1 – 0                                                                | Algeria                                                              | Coppa d'Africa 2015 - 1º turno                                       | 1                                                                    |                                                                      |
| 27-1-2015                                                            | Mongomo                                                              | Sudafrica                                                            | 1 – 2                                                                | Ghana                                                                | Coppa d'Africa 2015 - 1º turno                                       | -                                                                    |                                                                      |
| 1-2-2015                                                             | Malabo                                                               | Ghana                                                                | 3 – 0                                                                | Guinea                                                               | Coppa d'Africa 2015 - Quarti di finale                               | -                                                                    |                                                                      |
| 8-2-2015                                                             | Bata                                                                 | Costa d'Avorio                                                       | 0 – 0 dts (9 – 8 dtr)                                                | Ghana                                                                | Coppa d'Africa 2015 - Finale                                         | -                                                                    | 120+1’                                                               |
| 8-6-2015                                                             | Accra                                                                | Ghana                                                                | 1 – 0                                                                | Togo                                                                 | Amichevole                                                           | -                                                                    | 65’                                                                  |
| 14-6-2015                                                            | Kumasi                                                               | Ghana                                                                | 7 – 1                                                                | Mauritius                                                            | Qual. Coppa d'Africa 2017                                            | 2                                                                    |                                                                      |
| 1-9-2015                                                             | Brazzaville                                                          | Rep. del Congo                                                       | 2 – 3                                                                | Ghana                                                                | Amichevole                                                           | -                                                                    | 73’                                                                  |
| 13-11-2015                                                           | Moroni                                                               | Comore                                                               | 0 – 0                                                                | Ghana                                                                | Qual. Mondiali 2018                                                  | -                                                                    | 83’                                                                  |
| 17-11-2015                                                           | Kumasi                                                               | Ghana                                                                | 2 – 0                                                                | Comore                                                               | Qual. Mondiali 2018                                                  | -                                                                    | 90’                                                                  |
| 7-10-2016                                                            | Tamale                                                               | Ghana                                                                | 0 – 0                                                                | Uganda                                                               | Qual. Mondiali 2018                                                  | -                                                                    |                                                                      |
| 11-10-2016                                                           | Durban                                                               | Sudafrica                                                            | 1 – 1                                                                | Ghana                                                                | Amichevole                                                           | -                                                                    | 81’                                                                  |
| 17-1-2017                                                            | Port-Gentil                                                          | Ghana                                                                | 1 – 0                                                                | Uganda                                                               | Coppa d'Africa 2017 - 1º turno                                       | -                                                                    |                                                                      |
| 21-1-2017                                                            | Port-Gentil                                                          | Ghana                                                                | 1 – 0                                                                | Mali                                                                 | Coppa d'Africa 2017 - 1º turno                                       | 1                                                                    |                                                                      |
| 25-1-2017                                                            | Port-Gentil                                                          | Egitto                                                               | 1 – 0                                                                | Ghana                                                                | Coppa d'Africa 2017 - 1º turno                                       | -                                                                    | 41’                                                                  |
| 2-2-2017                                                             | Franceville                                                          | Camerun                                                              | 2 – 0                                                                | Ghana                                                                | Coppa d'Africa 2017 - Semifinale                                     | -                                                                    |                                                                      |
| 4-2-2017                                                             | Port-Gentil                                                          | Burkina Faso                                                         | 1 – 0                                                                | Ghana                                                                | Coppa d'Africa 2017 - Finale 3º posto                                | -                                                                    |                                                                      |
| 11-6-2017                                                            | Kumasi                                                               | Ghana                                                                | 5 – 0                                                                | Etiopia                                                              | Qual. Coppa d'Africa 2019                                            | 1                                                                    |                                                                      |
| 29-6-2017                                                            | Houston                                                              | Messico                                                              | 1 – 0                                                                | Ghana                                                                | Amichevole                                                           | -                                                                    |                                                                      |
| 1-7-2017                                                             | East Hartford                                                        | Stati Uniti                                                          | 2 – 1                                                                | Ghana                                                                | Amichevole                                                           | 1                                                                    |                                                                      |
| 1-9-2017                                                             | Kumasi                                                               | Ghana                                                                | 1 – 1                                                                | Rep. del Congo                                                       | Qual. Mondiali 2018                                                  | -                                                                    |                                                                      |
| 15-6-2019                                                            | Dubai                                                                | Ghana                                                                | 0 – 0                                                                | Sudafrica                                                            | Amichevole                                                           | -                                                                    | 73’                                                                  |
| 29-6-2019                                                            | Ismailia                                                             | Camerun                                                              | 0 – 0                                                                | Ghana                                                                | Coppa d'Africa 2019 - 1º turno                                       | -                                                                    | 78’                                                                  |
| 8-7-2019                                                             | Ismailia                                                             | Ghana                                                                | 1 – 1 dts (4 – 5 dtr)                                                | Tunisia                                                              | Coppa d'Africa 2019 - Ottavi di finale                               | -                                                                    | 84’                                                                  |
| Totale                                                               |                                                                      | Presenze (3º posto)                                                  | 109                                                                  |                                                                      | Reti (1º posto)                                                      | 51                                                                   |                                                                      |

## Palmarès

### Club
- Campionato emiratino: 3

Al-Ain: 2011-2012, 2012-2013, 2014-2015
- UAE Super Cup: 2

Al-Ain: 2012, 2016
- Coppa del Presidente degli Emirati Arabi Uniti: 1

Al-Ain: 2013-2014

### Individuale
- BBC African Footballer of the Year: 1

2010
- Calciatore ghanese dell’anno: 2

2010, 2014
- Capocannoniere del campionato emiratino: 3

2011-2012 (22 gol), 2012-2013 (31 gol), 2013-2014 (29 gol)
- Capocannoniere dell'AFC Champions League: 1

2014 (10 gol)
- Miglior giocatore dell'AFC Champions League: 1

2014